# Toray Pan Pacific Open 2016
Toray Pan Pacific Open 2016 byl tenisový turnaj pořádaný jako součást ženského okruhu WTA Tour, který se hrál na otevřených dvorcích s tvrdým povrchem s centrkurtem v aréně Ariake Coliseum. Probíhal mezi 17. až 25. zářím 2016 v japonské metropoli Tokiu jako třicátý třetí ročník turnaje. Navazoval tak na turnaj nižší kategorie Japan Women's Open, hraný ve stejném dějišti o týden dříve.
Turnaj s rozpočtem 1 000 000 dolarů se v rámci okruhu řadil do kategorie WTA Premier. Nejvýše nasazenou hráčkou ve dvouhře se stala světová trojka Garbiñe Muguruzaová ze Španělska. Jako poslední přímá účastnice do dvouhry nastoupila 56. hráčka žebříčku Varvara Lepčenková ze Spojených států, která v úvodním kole uhrála jen tři gamy na olympijskou vítězku Mónicu Puigovou.
Na druhé tokijské vítězství dosáhla Dánka Caroline Wozniacká, která tak ukončila 17měsíční čekání na trofej a měla jistotu alespoň jednoho titulu v deváté sezóně bez přerušení. Deblovou trofej si odvezl indicko-český pár Sania Mirzaová a Barbora Strýcová, které získaly druhý společný titul. Mirzaová ovládla tokijský turnaj potřetí ze čtyř předešlých ročníků.

## Distribuce bodů a finančních odměn

### Distribuce bodů
| Soutěž  | vítězky | finalistky | semifinalistky | čtvrtfinalistky | 16 v kole | 32 v kole | Q  | Q3 | Q2 | Q1 |
| ------- | ------- | ---------- | -------------- | --------------- | --------- | --------- | -- | -- | -- | -- |
| dvouhra | 470     | 305        | 185            | 100             | 55        | 1         | 25 | 18 | 13 | 1  |
| čtyřhra | 470     | 305        | 185            | 100             | 1         | —         | —  | —  | —  | —  |

### Finanční odměny
| Soutěž                               | vítězky  | finalistky | semifinalistky | čtvrtfinalistky | 16 v kole | 32 v kole | Q3     | Q2     | Q1     |
| ------------------------------------ | -------- | ---------- | -------------- | --------------- | --------- | --------- | ------ | ------ | ------ |
| dvouhra                              | $193 850 | $103 504   | $55 287        | $22 518         | $12 077   | $7 662    | $3 442 | $1 830 | $1 018 |
| čtyřhra                              | $45 940  | $24 548    | $13 414        | $6 822          | $3 705    | —         | —      | —      | —      |
| částka ve čtyřhře je uvedena na pár. |          |            |                |                 |           |           |        |        |        |

## Ženská dvouhra

### Nasazení
| Stát                         | Hráčka                     | WTA | Nasazení |
| ---------------------------- | -------------------------- | --- | -------- |
| Španělsko                    | Garbiñe Muguruzaová        | 3.  | 1.       |
| Polsko                       | Agnieszka Radwańská        | 4.  | 2.       |
| Česko                        | Karolína Plíšková          | 6.  | 3.       |
| Španělsko                    | Carla Suárezová Navarrová  | 8.  | 4.       |
| USA                          | Madison Keysová            | 9.  | 5.       |
| Slovensko                    | Dominika Cibulková         | 12. | 6.       |
| Česko                        | Petra Kvitová              | 16. | 7.       |
| Rusko                        | Anastasija Pavljučenkovová | 17. | 8.       |
| Žebříček WTA k 12. září 2016 |                            |     |          |

### Jiné formy účasti
Následující hráčky obdržely divokou kartu do hlavní soutěže:
- Madison Keysová
- Petra Kvitová
- Naomi Ósakaová
- Olesja Pervušinová

Následující hráčky si zajistily postup do hlavní soutěže v kvalifikaci:
- Kateryna Bondarenková
- Magda Linetteová
- Aljaksandra Sasnovičová
- Varatchaya Wongteanchai

### Odhlášení
před zahájením turnaje
- Simona Halepová → nahradila ji Caroline Wozniacká
- Samantha Stosurová → nahradila ji Madison Brengleová
- Sloane Stephensová → nahradila ji Anastasija Sevastovová
- Darja Gavrilovová → nahradila ji Varvara Lepčenková

## Ženská čtyřhra

### Nasazení
| Stát                                                                     | Hráčka            | Stát             | Hráčka                | WTA | Nasazení |
| ------------------------------------------------------------------------ | ----------------- | ---------------- | --------------------- | --- | -------- |
| Čínská Tchaj-pej                                                         | Čan Jung-žan      | Čínská Tchaj-pej | Čan Chao-čching       | 14. | 1.       |
| Indie                                                                    | Sania Mirzaová    | Česko            | Barbora Strýcová      | 19. | 2.       |
| USA                                                                      | Raquel Atawová    | USA              | Abigail Spearsová     | 40. | 3.       |
| Slovinsko                                                                | Andreja Klepačová | Slovinsko        | Katarina Srebotniková | 56. | 4.       |
| Žebříček WTA k 12. září 2016; číslo je součtem umístění obou členek páru |                   |                  |                       |     |          |

## Přehled finále

### Ženská dvouhra
- Caroline Wozniacká vs.  Naomi Ósakaová, 7–5, 6–3

### Ženská čtyřhra
- Sania Mirzaová /  Barbora Strýcová vs.  Liang Čchen /  Jang Čao-süan, 6–1, 6–1